# Ditzels Rosenapfel
Ditzels Rosenapfel ist eine Sorte des Kulturapfels (Malus domestica).
Die Sorte entstand bei Eckartshausen im Altkreis Büdingen, als Selektion aus einer Gruppe von Sämlingen in der Baumschule Seng.

## Züchtung und Geschichte
Um 1890 wurden einige Apfelbäume durch Frau Marie Ditzel (geb. Bopp) ausgesät. Diese wurden 1892 auf ein Grundstück namens „am Köhlerwald“ ausgepflanzt.
Ein Baum dieser Gruppe fiel dadurch auf, dass er ohne Krebs und andere Krankheiten aufwuchs. Nachdem dieser Baum 1901 die ersten Früchte trug, wurde er von Hr. Ditzel unter dem Namen „am Köhlerwald“ weiter veredelt. Da die Familie Ditzel die ehemalige Baumschule Seng fortführte, kann die Apfelsorte nicht als reiner
Zufallssämling gelten, vielmehr fand hier ein Zuchtversuch statt, der allerdings extrem klein angesetzt war.
Die Baumschule Seum (Hofgut Herrnhaag), produzierte diese Sorte später unter dem Namen „Herrnapfel“.
In dem Werk „Obstsorten für die Provinz Oberhessen“ von 1911 wurde daher ein „Herrnapfel, Syn. Rosenapfel“ für Teile der Wetterau empfohlen. Ein Gartenbau-Oberinspektor Metternich benannte diese Sorte später nach dem Züchter ´Ditzels Rosenapfel´.

## Verbreitung
Die Sorte 'Ditzels Rosenapfel' befindet sich aktuell auf der Roten Liste der gefährdeten einheimischen Nutzpflanzen in Deutschland.
Diese Rote Liste umfasst alle Artengruppen von einheimischen Nutzpflanzen und deren Sorten, Landsorten und Varietäten, die in Deutschland an lokale Bedingungen angepasst und von Bedeutung waren.

## Beschreibung

### Baum und Schnitt
Der Rosenapfel zeichnet sich durch einen kräftigen Wuchs aus. Im Alter wird eine überhängende, hochpyramidale Krone ausgebildet. Da die Blüten bevorzugt am langen Fruchtholz auftreten, ist gelegentliches Auslichten notwendig.

### Blüten und Vermehrung
Blüte und Befruchtungsverhältnisse wurden bisher noch nicht untersucht.

### Fruchteigenschaften
Die Pflückreife ist Mitte Oktober erreicht, die Genussreife läuft von Dezember bis März, die einzelnen Früchte hängen sehr fest. Die Sorte zeichnet sich durch regelmäßige, gute Erträge aus, obwohl eine Neigung zur Alternanz vorliegt. Es wird ein frühes Einsetzen des Ertrages beobachtet.

#### Form und Farbe
Der mittelgroße, duftende Apfel zeigt eine unregelmäßige, rundliche und etwas kantige Form. Die Hälften sind ungleich groß und an den Stiel- und Kelchenden etwas abgeplattet. Die Haut des Apfels besitzt eine grüngelbe Grundfarbe, die auf der besonnten Seite auch ins Zitronengelb wechseln kann. Die Deckfarbe der Sonnenseite ist ein verwaschenes Rosarot.
Die nur vereinzelten Lentizellen sind hell, und nur wenige zeigen eine leichte Berostung.
Die Oberfläche der Frucht ist glänzend und glatt, die zuerst wachsartige Oberflächenwahrnehmung („Griff“), kann sich später in einen fettigen Griff verändern.

#### Textur und Geschmack
Der saftreiche Apfel besitzt kein besonderes Aroma und ist etwas weinsäuerlich. Das mittelfeste Fruchtfleisch zeigt eine Farbe von grün- bis gelblich weiß.

## Verwendung
Der Wirtschaftsapfel ist vorwiegend zur Saft- und Apfelwein-Herstellung geeignet.

## Anbau

### Standortansprüche
Die Ansprüche an Boden und Klima sind sehr gering. Sie ist nicht frostempfindlich und kann daher bis in mittlere Höhenlagen angebaut werden.

### Pflege und Anfälligkeit
Die Sorte gilt als robust gegenüber Obstbaumkrebs und Schorf.